# Cantón de Largentière
El cantón de Largentière era una división administrativa francesa, que estaba situada en el departamento de Ardecha y la región de Ródano-Alpes.

## Composición
El cantón estaba formado por catorce comunas:
- Chassiers
- Chauzon
- Chazeaux
- Joannas
- Largentière
- Laurac-en-Vivarais
- Montréal
- Prunet
- Rocher
- Rocles
- Sanilhac
- Tauriers
- Uzer
- Vinezac

## Supresión del cantón de Largentière
En aplicación del Decreto nº 2014-148 de 13 de febrero de 2014, el cantón de Largentière fue suprimido el 22 de marzo de 2015 y sus 14 comunas pasaron a formar parte; doce del nuevo cantón de Vallon-Pont-d'Arc, una del nuevo cantón de Aubenas-2 y una del nuevo cantón de Les Vans.